# Onigiri

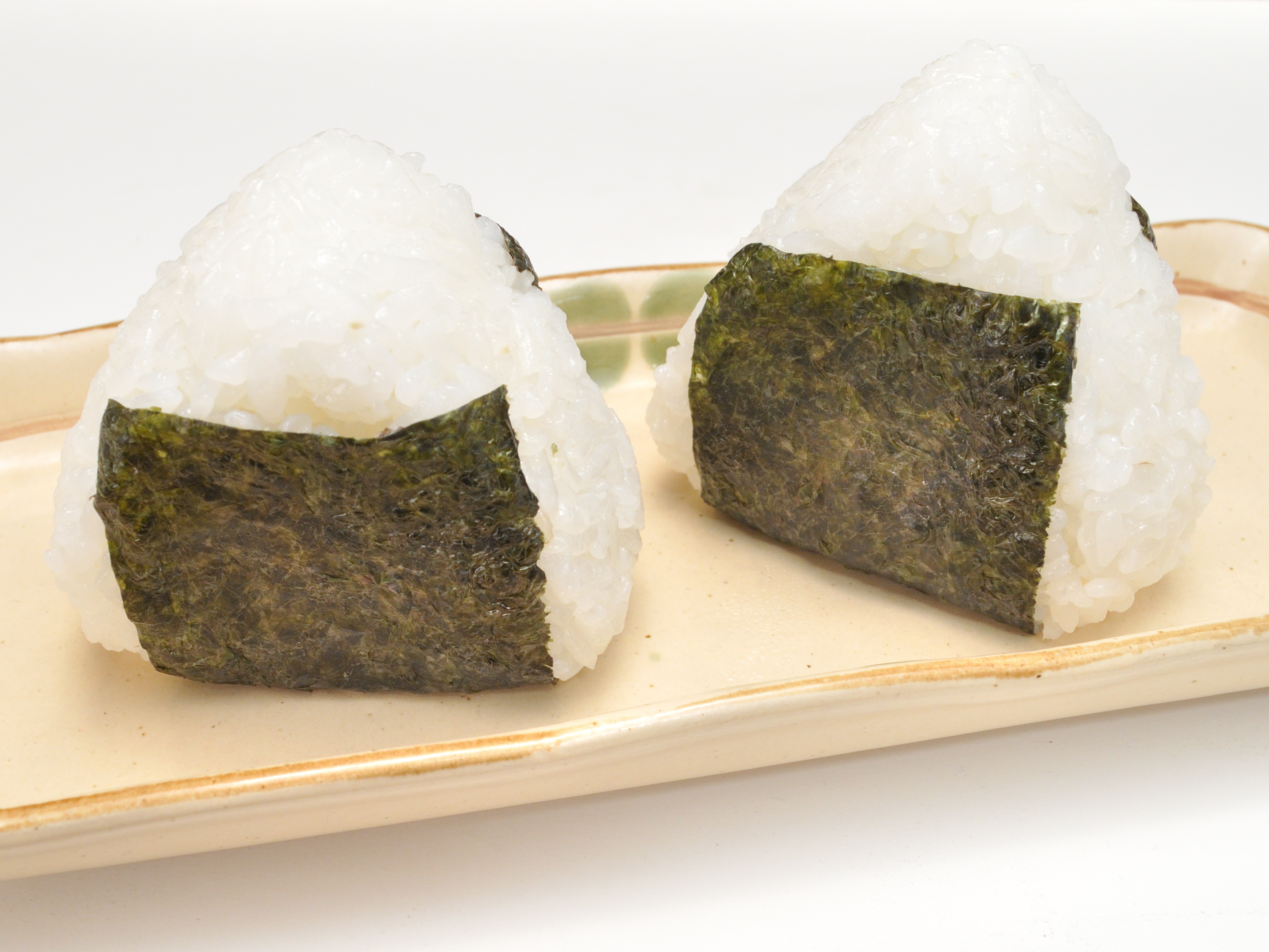
Klassieke onigiri in driehoekvorm.

Onigiri (Japans: お握り) zijn gekruide Japanse rijstballen. Ze zijn er in verschillende vormen zoals drie- of vierhoekig of bolvormig.
Een onigiri heeft meestal een driehoekige vorm en is vaak bedekt met nori, om deze beter vast te pakken. Het is vaak gevuld met verschillende soorten vis, groenten of gezuurd fruit. Traditioneel zijn dit gezouten zalm (sake), gerookte bonito (katsuobushi), eetbare kelp (kombu) en verse of gedroogde Japanse pruim (ume). Andere zeevruchten zoals tonijn (maguro), gefrituurde garnalen (ebi furai) of kuit (mentaiko, tarako) zijn ook erg populair als vullingen.
Onigiri is een populaire snack. Het is verkrijgbaar in veel Japanse gemakswinkels en supermarkten, de zogenaamde Onigiri-no-hanbaiten (Onigiri-winkel). Daarnaast zijn sommige restaurants, de zogenaamde Onigiri-ya (Onigiri-huis), gespecialiseerd in de productie van handgemaakte rijstballen. Als een traditioneel afhaalgerecht of fastfood, is onigiri populairder in Japan dan sushi, omdat onigiri goedkoper is.
Onigiri is wereldwijd in veel Japanse restaurants erg populair. Ook in de gemakswinkels in Taiwan en Hongkong, worden ze onder de Chinese naam "Fantuan Japanese style" in verschillende smaken met tonijn, zalm of andere ingrediënten aangeboden.

## Galerij

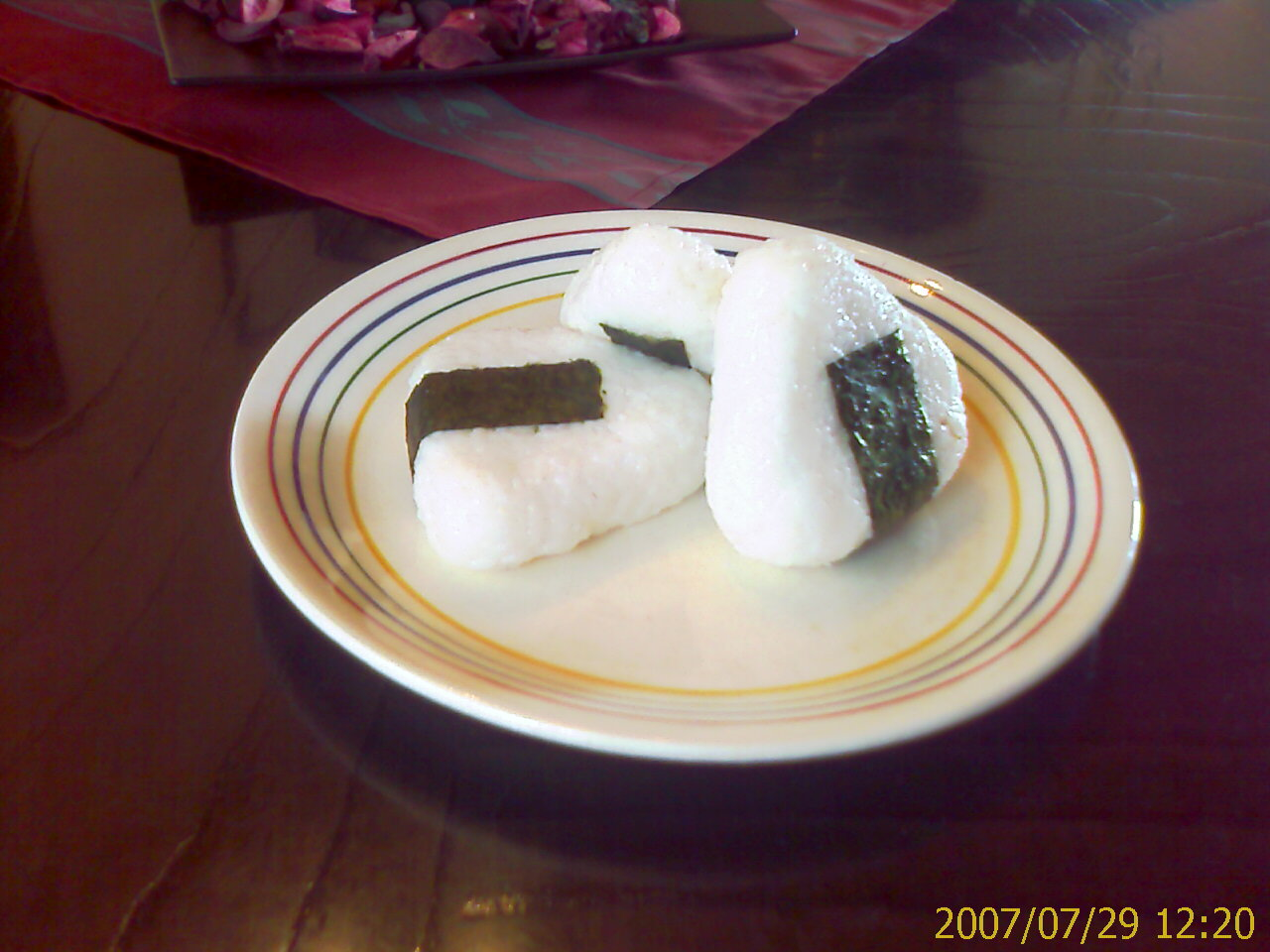
Onigiri
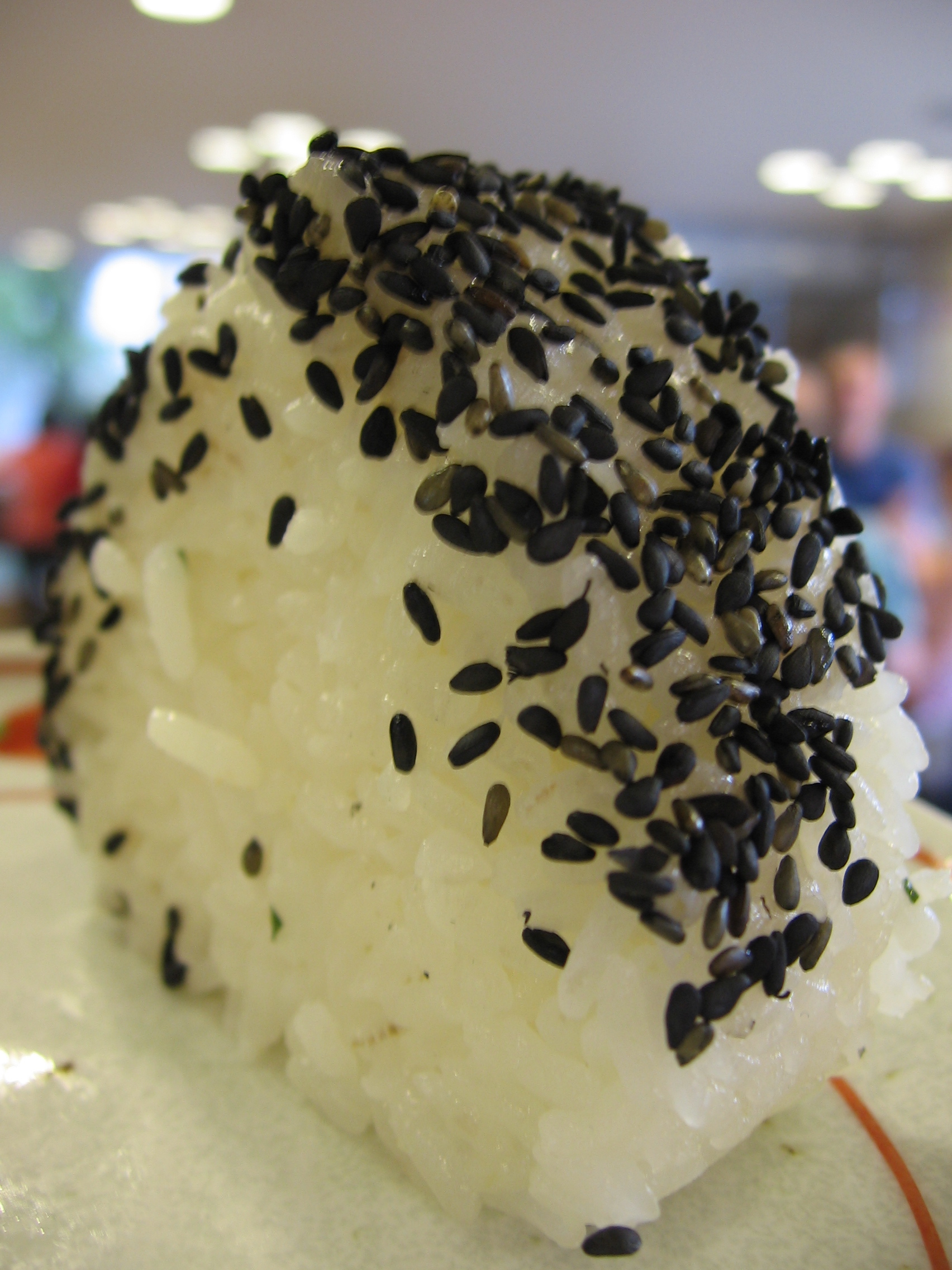
Onigiri met sesam
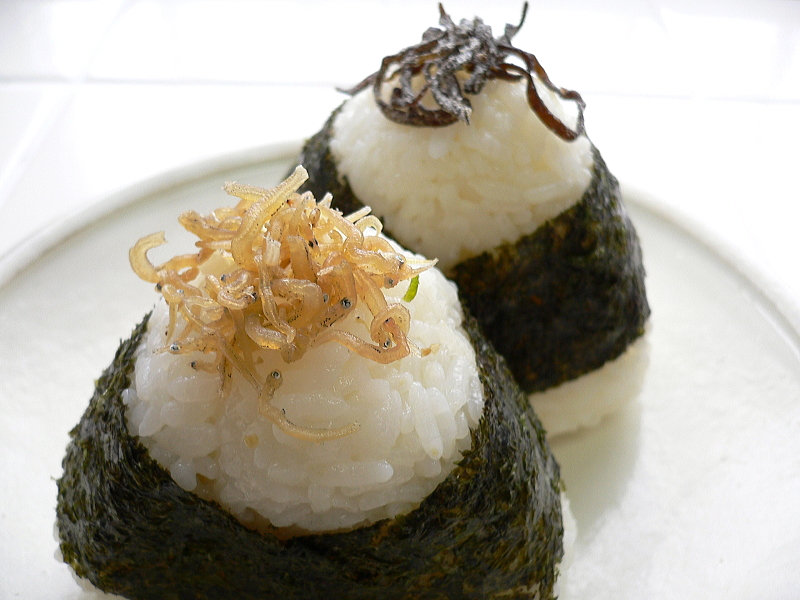
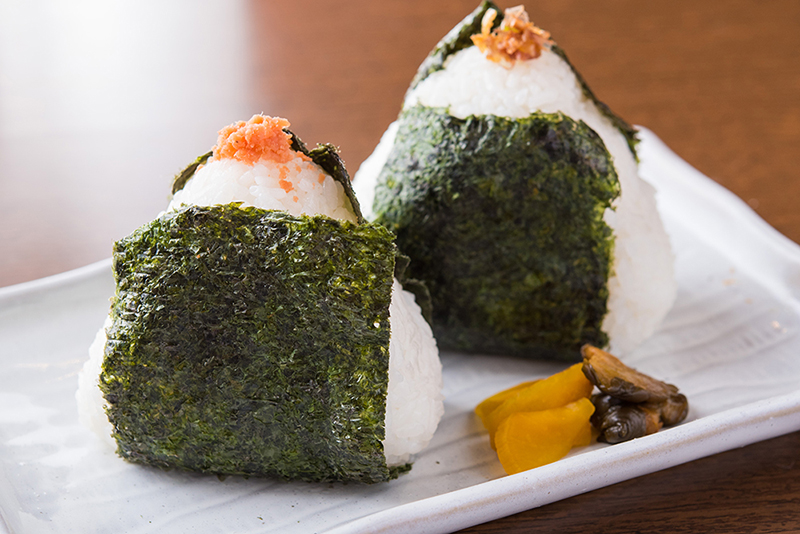
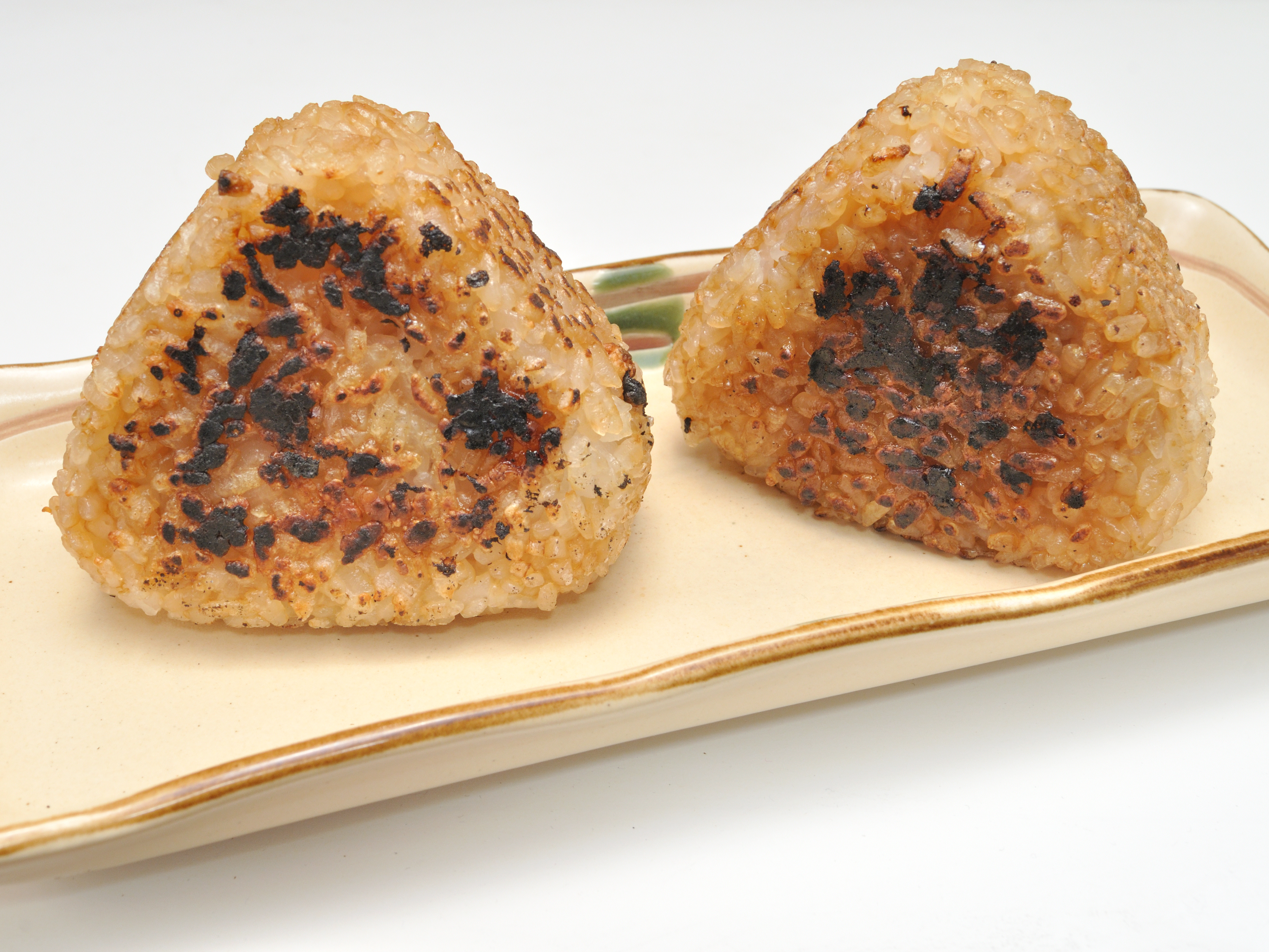
Yaki-Onigiri
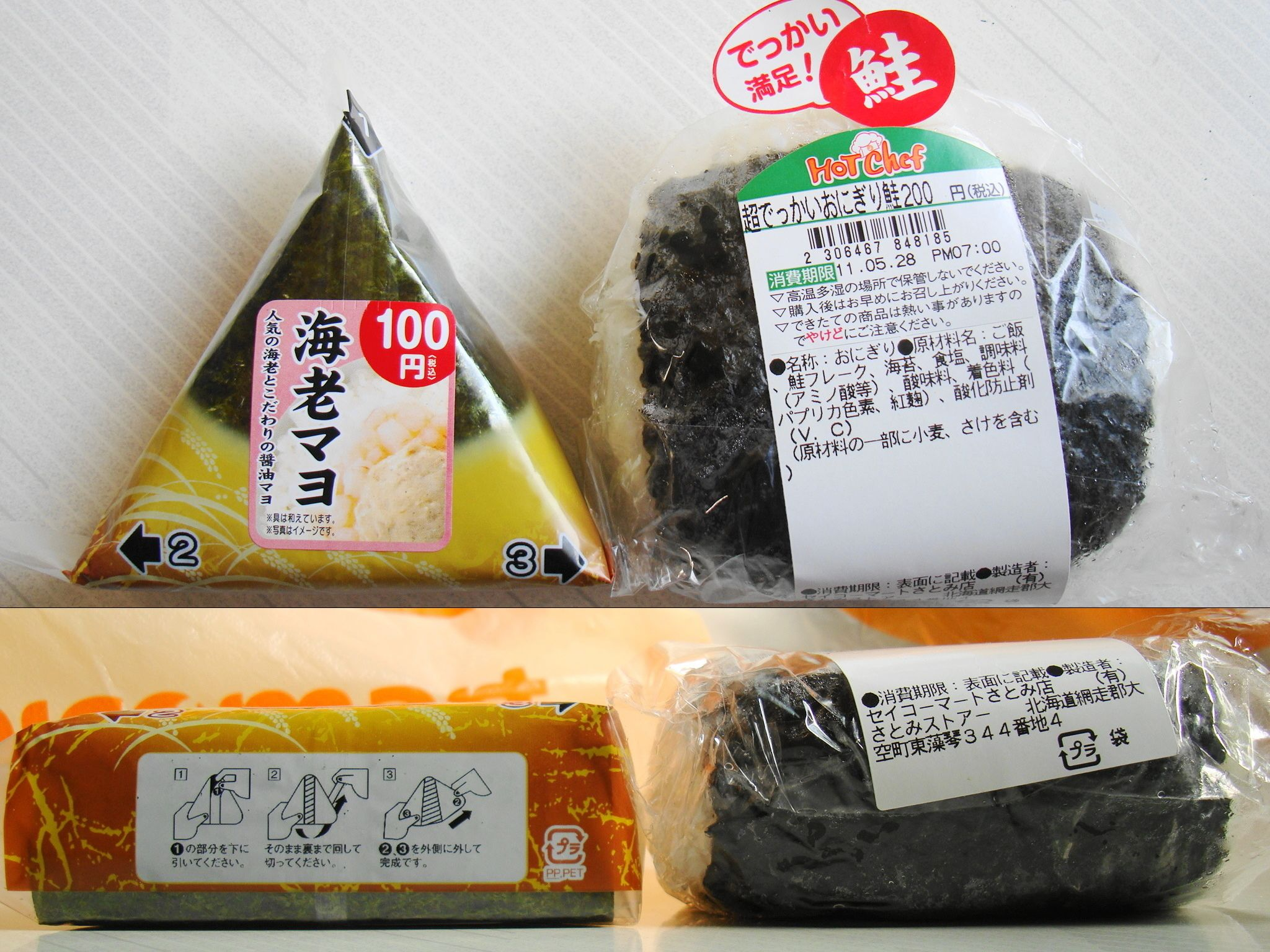
Verpakte Onigiri in een winkel